# Philipp Ellissen
Philipp Ellissen (* 13. Februar 1802 in Frankfurt am Main; † 11. März 1882 ebenda) war ein deutscher Kaufmann und Politiker.
Ellissen, der jüdischen Glaubens und Mitglied der jüdischen Gemeinde war, lebte als Kaufmann in der Freien Stadt Frankfurt. Dort führte er einen Großhandel für Manufakturwaren. Sein Bruder war Moritz Ellissen. Von 1851 bis 1857 war er Mitglied der Frankfurter Handelskammer. Er gehörte auch dem Größeren Bankausschuss der Frankfurter Bank an. Er war auch politisch aktiv und war 1850 bis 1858 Mitglied des Gesetzgebenden Körpers der Freien Stadt Frankfurt. Politisch unterstützte er den Freihandel und war Mitglied im Verein Deutscher Handelsstände.